# Volutella
Volutella is een geslacht van schimmels behorend tot de familie Nectriaceae. De typesoort is Volutella ciliata, maar deze soort is later overgeplaatst naar het geslacht Scolecofusarium als Scolecofusarium ciliatum. 

## Soorten
Volgens Index Fungorum telt het geslacht 31 soorten (peildatum maart 2023):
| Soortnaam                | Auteur(s)                                             | Publicatiejaar |
| ------------------------ | ----------------------------------------------------- | -------------- |
| Volutella aeria          | Z.F. Zhang & L. Cai                                   | 2017           |
| Volutella arundinis      | Desm.                                                 | 1830           |
| Volutella asiana         | (J. Luo, X.M. Zhang & W.Y. Zhuang) L. Lombard & Crous | 2015           |
| Volutella caricicola     | Miles                                                 | 1926           |
| Volutella cassiicola     | V. Rao                                                | 1962           |
| Volutella cinerascens    | (Ces.) Sacc.                                          | 1886           |
| Volutella citrinella     | (Cooke & Massee) Seifert                              | 2011           |
| Volutella delonicis      | R.H. Perera, E.B.G. Jones & K.D. Hyde                 | 2020           |
| Volutella gilva          | (Pers.) Sacc.                                         | 1881           |
| Volutella jaapii         | Bres.                                                 | 1908           |
| Volutella kamatii        | Narayanan                                             | 1962           |
| Volutella keratinolytica | Dominik & Majchr.                                     | 1964           |
| Volutella krabiensis     | Tibpromma & K.D. Hyde                                 | 2018           |
| Volutella leucaenae      | R.H. Perera, Maharachch., E.B.G. Jones & K.D. Hyde    | 2023           |
| Volutella lini           | Mukerji, J.P. Tewari & J.N. Rai                       | 1968           |
| Volutella lohwagii       | Petr.                                                 | 1948           |
| Volutella nectrioides    | Sacc.                                                 | 1917           |
| Volutella nivea          | (Fr.) Sacc.                                           | 1886           |
| Volutella pachysandrae   | W.G. Hutch.                                           | 1929           |
| Volutella pini-caribaeae | Tak. Kobay.                                           | 1980           |
| Volutella putaminum      | Kirschst.                                             | 1939           |
| Volutella queenslandica  | Matsush.                                              | 1989           |
| Volutella ramkumarii     | A.K. Sarbhoy                                          | 1967           |
| Volutella roseola        | Cooke                                                 | 1872           |
| Volutella rusci          | Sacc.                                                 | 1886           |
| Volutella salmonis       | Marchenko                                             | 1985           |
| Volutella salvadorae     | Crous                                                 | 2021           |
| Volutella setosa         | (Grev.) Berk.                                         | 1860           |
| Volutella thailandensis  | Tibpromma & K.D. Hyde                                 | 2018           |
| Volutella therryana      | Sacc.                                                 | 1886           |
| Volutella uredinophila   | Syd.                                                  | 1927           |